# Laboulaye
Pour les articles homonymes, voir Laboulaye (homonymie).
Laboulaye est une ville de la province de Córdoba, en Argentine, et le chef-lieu du département de Presidente Roque Saénz Peña.
Son nom vient de Édouard Lefebvre de Laboulaye, homme politique français du XIXe siècle, qui était un ami du président argentin de l'époque, Domingo Faustino Sarmiento.

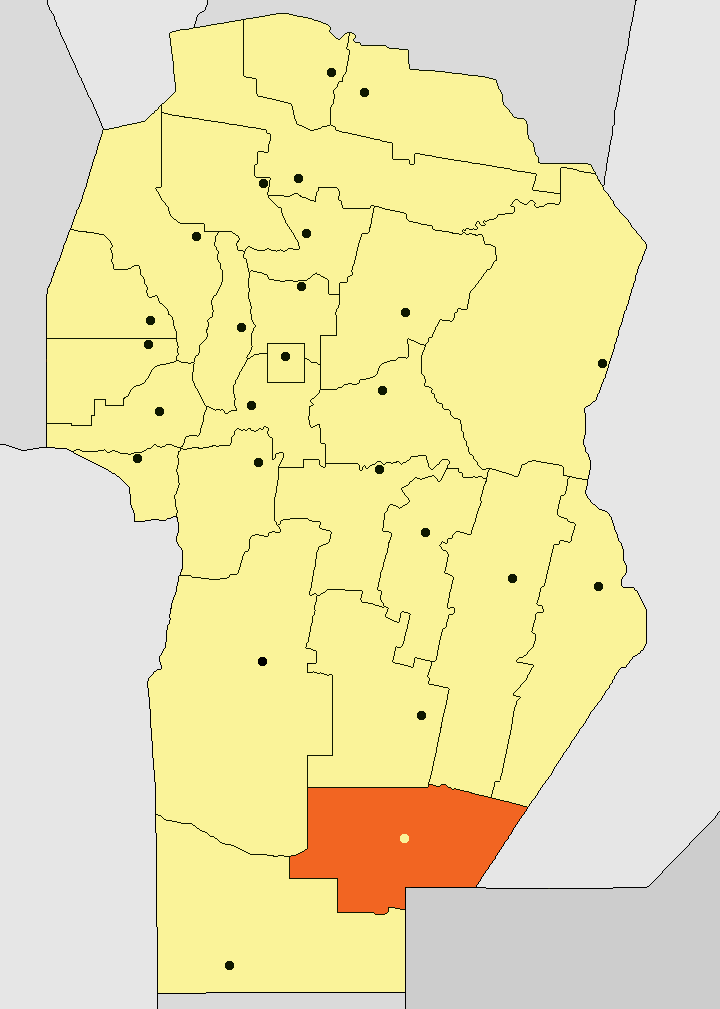
Localisation de la ville dans la province